# قائمة بأسماء أشخاص في طوابع بريد السودان
قائمة توضح أسماء اشخاص ظهرو في طوابع بريد السودان
- هيراليون كوبيك (1977)
- عبد الفضيل الماظ (1975)
- محمد الفاضل المهدي (1968)
- جارلس جورج غردون (1935)[1]
- قرشي (1965)
- احمد يوسف هاشم (1968)
- محمد علي جناح (1978)
- علي عبد اللطيف (1975)
- محمد احمد المرضي(1968)
- جمال عبد الناصر (1973)[2]
- جعفر النميري (1970)
- محمد نور الدين (1968)
- عبد الرحمن المهدي (1997)
- هيلاسليسي (1973)
- ترهاقا (1961)
- مبارك زروق (1966)
- الصادق المهدي(1966)

## روابط خارجية
كتيب طوابع البريد السودانية